# Chudan
Il Chudan (in russo Худа́н, Коду́н, Худун, Кудун, Kodun, Chudun, Kudun?) è un fiume della Russia siberiana orientale meridionale, affluente sinistro dell'Uda (bacino idrografico della Selenga). Scorre nella Repubblica Autonoma della Buriazia, quasi interamente nel rajon Kižinginskij, solo la sezione dell'estuario (circa 10 km) si trova nel Chorinskij rajon.
Il fiume ha origine all'incrocio dei monti del Chudan con la catena Cagan-Churtėj, 5 km a nord-ovest del monte Chudan (1 554 m). La lunghezza del fiume è di 252 km, l'area del bacino è di 7 820 km². Il fiume si congela all'inizio di novembre e rimane coperto di ghiaccio fino a maggio. Tra i maggiori affluenti il Kižinga, proveniente da sinistra.